# Sport Club Juventus 1934-1935
Questa pagina raccoglie i dati riguardanti lo Sport Club Juventus nelle competizioni ufficiali della stagione 1934-1935.

## Stagione
Nella stagione 1934-1935 la Juventus di Trapani disputò il campionato di Prima Divisione (campionato di terzo livello), raggiungendo il 2º posto. Al termine del campionato rinuncia alla Serie C 1935-36.

## Divise
I colori sociali della Juventus Trapani sono il nero e l'azzurro.
| Casa |

## Rosa

Américo Ruffino

| N. |                      | Ruolo | Calciatore         |
| -- | -------------------- | ----- | ------------------ |
|    | Italia (bandiera)    | P     | Pietro Miglio      |
|    | Italia (bandiera)    | D     | Luigi Pravettoni   |
|    | Italia (bandiera)    | D     | Pasquale Benente ? |
|    | Italia (bandiera)    | D     | Rodolfo Varani     |
|    | Italia (bandiera)    | D     | Alessandro Gambino |
|    | Italia (bandiera)    | C     | Umberto Lucetti    |
|    | Italia (bandiera)    | C     | Raffaele Pulzone   |
|    | Italia (bandiera)    | C     | Piero Cini         |
|    | Italia (bandiera)    | A     | Luigi Fallai       |
|    | Argentina (bandiera) | A     | Américo Ruffino    |

| N. |                   | Ruolo | Calciatore           |
| -- | ----------------- | ----- | -------------------- |
|    | Italia (bandiera) | A     | Nicola Giacomini     |
|    | Italia (bandiera) | P     | Emilio Calligaris    |
|    | Italia (bandiera) |       | Vittorio De Vescovi  |
|    | Italia (bandiera) |       | Raffaele Corbetta    |
|    | Italia (bandiera) | A     | Giorgio Pitacco      |
|    | Italia (bandiera) |       | Aiuto                |
|    | Italia (bandiera) |       | Sabato               |
|    | Italia (bandiera) |       | Francesco Di Trapani |
|    | Italia (bandiera) | P     | Serraino             |

## Calciomercato
| Acquisti | Acquisti           | Acquisti  | Acquisti |
| R.       | Nome               | da        | Modalità |
| -------- | ------------------ | --------- | -------- |
| D        | Alessandro Gambino | Palermo   | -        |
| A        | Américo Ruffino    | Palermo   | -        |
| A        | Giorgio Pitacco    | Ponziana  | -        |
| P        | Emilio Calligaris  | Triestina | -        |

| Cessioni | Cessioni         | Cessioni | Cessioni |
| R.       | Nome             | a        | Modalità |
| -------- | ---------------- | -------- | -------- |
| D        | Gilberto Fanelli | Lazio    | -        |
| D        | Lido Loveri      | MATER    | -        |
| P        | Lorenzo Niccolai | ?        | -        |
| D        | Carlo Ambrosa    | ?        | -        |
| A        | Eligio Nelva     | Torino   | -        |

## Risultati

### Prima Divisione

#### Girone di andata
| Arbitro: | Gasparro (Roma) |

|                                                        |           |                                |
| Dante Rossi 16’, 18’, 27’ (rig.) Rossi 72’ Silvano 83’ | Marcatori | 22’ (rig.) Pulzoni 83’ Pitacco |

| Potenza 14 ottobre 1934 2ª giornata | SC Lucano | 1 – 0 [ referto] | Juventus Trapani | ? |

| Trapani 1934 3ª giornata | Juventus Trapani | 3 – 0 | Cosenza | Campo degli Spalti |

| Palmi 1934 4ª giornata | Palmese | 2 – 2 | Juventus Trapani | Campo Sportivo del Littorio |

| Trapani 1934 5ª giornata | Juventus Trapani | 0 – 0 | Littorio Benevento | Campo degli Spalti |

| Trapani 1934 6ª giornata | Juventus Trapani | 4 – 0 | Bagnolese | Campo degli Spalti |

| Alcamo 2 dicembre 1934 7ª giornata | Alcamo | 0 – 0 [ referto] | Juventus Trapani | Piazza Umberto I |

| Trapani 1934 8ª giornata | Juventus Trapani | 2 – 0 | Siracusa | Campo degli Spalti |

| Trapani 1934 9ª giornata | Juventus Trapani | 3 – 0 | Termini | Campo degli Spalti |

| Salerno 13 gennaio 1935 10ª giornata                                                             | Salernitana | 4 – 1 [ referto]   | Juventus Trapani | Stadio Donato Vestuti |
| \| \| \| \| \| Orlando 7’ Bergamini 15’ 29’ Zambianchi 76’ \| Marcatori \| 50’ (rig.) Pulzone \| |             |                    |                  |                       |
|                                                                                                  |             |                    |                  |                       |
| Orlando 7’ Bergamini 15’ 29’ Zambianchi 76’                                                      | Marcatori   | 50’ (rig.) Pulzone |                  |                       |

| Reggio Calabria 20 gennaio 1935 11ª giornata | Reggina | 1 – 0 | Juventus Trapani | Stadio Comunale "Michele Bianchi" |

| Trapani 1935 12ª giornata | Juventus Trapani | 2 – 2 | Nissena | Campo degli Spalti |

#### Girone di ritorno
| Arbitro: | Bennati (Taranto) |

|                         |           |               |
| Pulzoni 30’ Ruffino 58’ | Marcatori | 69’ Palazzolo |

| Arbitro: | De Salvi (Messina) |

|                            |           |  |
| Giacomini Fallai Giacomini | Marcatori |  |

| Cosenza 1935 15ª giornata | Cosenza | 3 – 0 | Juventus Trapani | ? |

| Trapani 1935 16ª giornata | Juventus Trapani | 1 – 0 | Palmese | Campo degli Spalti |

| Benevento 1935 17ª giornata | Littorio Benevento | 1 – 4 | Juventus Trapani | ? |

| Napoli 1935 18ª giornata | Bagnolese | 4 – 0 | Juventus Trapani | ? |

| Trapani 1935 19ª giornata | Juventus Trapani | 3 – 2 | Alcamo | Campo degli Spalti |

| Siracusa 1935 20ª giornata | Siracusa | – | Juventus Trapani | ? |

| Termini Imerese 1935 21ª giornata | Termini | 2 – 3 | Juventus Trapani | ? |

| Trapani 12 maggio 1935 22ª giornata                                             | Juventus Trapani | 3 – 1 [ referto] | Salernitana | Campo degli Spalti |
| \| \| \| \| \| Fallai 9’ Cini 21’ Benente 53’ \| Marcatori \| 76’ Zambianchi \| |                  |                  |             |                    |
|                                                                                 |                  |                  |             |                    |
| Fallai 9’ Cini 21’ Benente 53’                                                  | Marcatori        | 76’ Zambianchi   |             |                    |

| Trapani 1935 23ª giornata | Juventus Trapani | 6 – 2 | Reggina | Campo degli Spalti |

| Caltanissetta 1935 24ª giornata | Nissena | 1 – 0 | Juventus Trapani | ? |